# Otto Hendel
Christian Friedrich Otto Hendel (* 14. September 1820 in Halle (Saale); † 13. Dezember 1898 ebenda) war ein deutscher Buchdrucker und Verleger.

## Leben

### Familie
Otto Hendel war der Sohn von Johann Friedrich Gottlob Hendel. Er verlor bereits früh seinen Vater; der eine umfangreiche Gemäldesammlung besaß und dessen Vorfahren bereits begonnen hatten, Gemälde zu sammeln. Hendel bot der preußischen Regierung die aus 220 Stücken bestehende Gemäldesammlung für 2.000 Taler zum Kauf für die Hallesche Kunstakademie an; diese lehnte das Angebot allerdings ab, sodass er sie anderweitig veräußerte.
Hendel war verheiratet und hatte mehrere Kinder.

### Werdegang
Bereits in jungen Jahren übernahm Otto Hendel nach dem Tod seines Vaters die Geschäftsführung von dessen Verlagsbuchhandlung und Buchdruckerei; dieser hatte das Unternehmen bereits von seinem Vater Johann Christian Hendel übernommen. Er führte das Unternehmen als Verlag Otto Hendel im Moritzzwinger 12 in Halle an der Saale weiter. Um die Geschäftsführung des Verlages zu gewährleisten, verkaufte er große Teile des Unternehmens, unter anderem 1847 an Walter Schmidt in Halle, der seinen Verlag 1839 gegründet hatte. Im Jahre 1867 gründete er die Tageszeitung Der Bote für das Saalthal, aus der kurz darauf die Saale-Zeitung wurde. 1895 übergab er die Leitung für die inzwischen in Hallischer Central-Anzeiger, Zeitung für die Provinz Sachsen, Anhalt, Thüringen u.s.w. umbenannte Zeitung an seinen jüngeren Bruder. 1878 erhielt Hendel den Auftrag, Publikationen der Historischen Kommission der Provinz Sachsen (später für Provinz Sachsen und Herzogtum Anhalt) zu veröffentlichen.
Hendel begründete 1886 in seinem Verlag die Bibliothek der Gesamt-Litteratur, um das Beste von dem Guten, das die Litteraturen der Kulturvölker aus Vergangenheit und Gegenwart bieten, in schönen und billigen Ausgaben dem deutschen Volke zugängig zu machen. Die Bibliothek erreichte nach dreißig Jahren einen Umfang von 2165 Nummern. Von 1892 bis 1904 wurde in seinem Verlag auch das Adreß-Buch für die Stadt Halle an der Saale publiziert.
Weil seine Söhne den Verlag nicht übernehmen wollten, verkaufte er im Oktober 1898 das Unternehmen an Heinrich Warnatz (1847–1899) und Moritz Schirrmeister.

## Druckwerke (Auswahl)
- Luise Reinhardt: Zwei Mütter. Roman in zwei Abtheilungen. Hendel, Halle 1878.
- Gustav Sommer: Beschreibende Darstellung der älteren Bau- und Kunstdenkmäler des Kreises Zeitz (= Beschreibende Darstellung der älteren Bau- und Kunstdenkmäler der Provinz Sachsen und angrenzender Gebiete. Bd. 1, ZDB-ID 985368-6). Otto Hendel, Halle (Saale) 1879, S. 6, (Digitalisat (PDF; 4,79 MB)).
- Beschreibende Darstellung der älteren Bau- und Kunstdenkmäler der Provinz Sachsen, Siebentes Heft, Kreis Wernigerode, Hrsg.: Historische Commission für die Provinz Sachsen und das Herzogtum Anhalt, Verlag Otto Hendel Halle an der Saale 1883, Nachdruck Naumburger Verlagsanstalt 2001, ISBN 3-86156-059-3.
- Johann Wolfgang von Goethe: Torquato Tasso. Ein Schauspiel. Halle a/S.: Druck und Verlag von Otto Hendel 1886.
- Henrik Ibsen: Gespenster, Familiendrama in drei Akten. Deutsch von Fritz Albert. Halle, Otto Hendel, 1890.
- Eduard Douwes Dekker: Max Havelaar. Halle an der Saale Verlag von Otto Hendel 1890. Bibliothek der „Gesamt-Literatur“. Übers. Karl Mitschke.
- Paul Böhme: Urkundenbuch des Klosters Pforte, 2 Bde. Druck und Verlag Otto Hendel, Halle 1893.
- Samuel Smiles: Selbsthilfe. Halle: Otto Hendel, 1894.
- Adolf Brinkmann: Über Burganlagen bei Zeitz in tausendjähriger Entwicklung, Verlag Otto Hendel, Halle 1896.
- Robert Reiche: Die Chronik Hartung Cammermeisters (= Geschichtsquellen der Provinz Sachsen und angrenzender Gebiete. Bd. 35, ZDB-ID 985357-1). Otto Hendel, Halle (Saale) 1896, (Digitalisat).